# Aqueo de Siracusa
Aqueo de Siracusa (Aχαιος; Siracusa) fue un dramaturgo de la Antigua Grecia que vivió en el siglo IV a. C.
La Suda le atribuye diez obras, mientras que la Pseudo-Eudocia, catorce. Podría ser el Aqueo que venció en los festivales de las Leneas de Atenas en el 356 a. C.